# Alan Bahia
Alan Bahia (Itabuna, 14 januari 1983) is een Braziliaans voetballer.

## Carrière
Alan Bahia speelde tussen 2002 en 2012 voor Atlético Paranaense, Vissel Kobe, Al-Khor en Goiás. Hij tekende in 2012 bij América.